# Liste der Monuments historiques in Hambach
Die Liste der Monuments historiques in Hambach führt die Monuments historiques in der französischen Gemeinde Hambach auf.

## Liste der Bauwerke
| Bezeichnung | Beschreibung               | Standort                                                  | Kennzeichnung | Schutzstatus     | Datum     | Bild |
| ----------- | -------------------------- | --------------------------------------------------------- | ------------- | ---------------- | --------- | ---- |
| Wohnhaus    | Hambach, 144 rue Nationale | Fachwerkhaus, um 1700; 1995 nach Brand abgebrochen (Lage) | PA00125537    | Inscrit gelöscht | 1993 2001 |      |

## Liste der Objekte
| Bezeichnung | Beschreibung | Standort                          | Kennzeichnung | Schutzstatus | Datum | Bild |
| ----------- | --- | --------------------------------- | ------------- | ------------ | ----- | ---- |
| Hauptaltar  | Altartisch mit Altaraufbau und tabernakel, Retabel und vier Skulpturen; Holz, farbig gefasst und vergoldet, erste Hälfte des 18. Jahrhunderts | Roth, in der Kirche St-Vit (Lage) | PM57000088    | Classé       | 1977  |      |